# Partido judicial de Onteniente
El partido judicial de Onteniente es uno de los dieciocho partidos judiciales de la provincia de Valencia; en concreto se trata del partido judicial n.º 3 de la provincia de Valencia.
El ámbito territorial, que viene regulado por el Real Decreto 529/1983, de 9 de marzo, comprende los municipios de:
- Agullent
- Ayelo de Malferit
- Ayelo de Rugat
- Albaida
- Alfarrasí
- Adzaneta de Albaida
- Bélgida
- Bellús
- Beniatjar
- Benicolet
- Benigánim
- Benisoda
- Benisuera
- Bocairente
- Bufali
- Carrícola
- Castellón de Rugat
- Fontanares
- Guadasequies
- Luchente
- Montaberner
- Montichelvo
- Ollería
- Onteniente
- Otos
- Palomar
- Pinet
- Puebla del Duc
- Cuatretonda
- Ráfol de Salem
- Rugat
- Salem
- Sempere
- Terrateig